# 11e étape du Tour d'Espagne 2003
Pour un article plus général, voir Tour d'Espagne 2003.
La 11e étape du Tour d'Espagne 2003 a eu lieu le 17 septembre 2003 entre la ville de Utiel et celle de Cuenca, sur une distance de 162 km. Elle a été remportée par l'Allemand Erik Zabel (Telekom). Il devance le Belge Tom Boonen (Quick Step-Davitamon) et l'Espagnol Ángel Edo (Milaneza-MSS). Isidro Nozal (ONCE-Eroski) conserve son maillot or de leader du classement général à l'issue de l'étape.

## Classement de l'étape
| \| Classement de l'étape \| Classement de l'étape \| Classement de l'étape \| Classement de l'étape \| Classement de l'étape \| \| Coureur \| Coureur \| Pays \| Équipe \| Temps \| \| --------------------- \| --------------------- \| --------------------- \| ----------------------------- \| --------------------- \| \| 1er \| Erik Zabel \| Allemagne \| Telekom \| 3 h 14 min 59 s \| \| 2e \| Tom Boonen \| Belgique \| Quick Step-Davitamon \| + 0 s \| \| 3e \| Ángel Edo \| Espagne \| Milaneza-MSS \| + 0 s \| \| 4e \| Alejandro Valverde \| Espagne \| Kelme-Costa Blanca \| + 0 s \| \| 5e \| Francisco Mancebo \| Espagne \| iBanesto.com \| + 0 s \| \| 6e \| Gorka González \| Espagne \| Euskaltel-Euskadi \| + 0 s \| \| 7e \| Stefano Casagranda \| Italie \| Alessio \| + 0 s \| \| 8e \| George Hincapie \| États-Unis \| US Postal Service-Berry Floor \| + 0 s \| \| 9e \| Josep Jufré \| Espagne \| Colchon Relax - Fuenlabrada \| + 0 s \| \| 10e \| Michael Rasmussen \| Danemark \| Rabobank \| + 0 s \| |                    |            |                               |                 |
| |                    |            |                               |                 |
| |                    |            |                               |                 |
| Classement de l'étape |                    |            |                               |                 |
| Coureur | Coureur            | Pays       | Équipe                        | Temps           |
| 1er | Erik Zabel         | Allemagne  | Telekom                       | 3 h 14 min 59 s |
| 2e | Tom Boonen         | Belgique   | Quick Step-Davitamon          | + 0 s           |
| 3e | Ángel Edo          | Espagne    | Milaneza-MSS                  | + 0 s           |
| 4e | Alejandro Valverde | Espagne    | Kelme-Costa Blanca            | + 0 s           |
| 5e | Francisco Mancebo  | Espagne    | iBanesto.com                  | + 0 s           |
| 6e | Gorka González     | Espagne    | Euskaltel-Euskadi             | + 0 s           |
| 7e | Stefano Casagranda | Italie     | Alessio                       | + 0 s           |
| 8e | George Hincapie    | États-Unis | US Postal Service-Berry Floor | + 0 s           |
| 9e | Josep Jufré        | Espagne    | Colchon Relax - Fuenlabrada   | + 0 s           |
| 10e | Michael Rasmussen  | Danemark   | Rabobank                      | + 0 s           |

## Classement général
| \| Classement général \| Classement général \| Classement général \| Classement général \| Classement général \| \| Coureur \| Coureur \| Pays \| Équipe \| Temps \| \| ------------------ \| ------------------------- \| ------------------ \| ----------------------------- \| ------------------ \| \| 1er \| Isidro Nozal \| Espagne \| ONCE-Eroski \| 37 h 12 min 40 s \| \| 2e \| Igor González de Galdeano \| Espagne \| ONCE-Eroski \| + 1 min 48 s \| \| 3e \| Manuel Beltrán \| Espagne \| US Postal Service-Berry Floor \| + 3 min 03 s \| \| 4e \| Dario Frigo \| Italie \| Fassa Bortolo \| + 3 min 05 s \| \| 5e \| Roberto Heras \| Espagne \| US Postal Service-Berry Floor \| + 3 min 28 s \| \| 6e \| Francisco Mancebo \| Espagne \| iBanesto.com \| + 3 min 40 s \| \| 7e \| Alejandro Valverde \| Espagne \| Kelme-Costa Blanca \| + 3 min 57 s \| \| 8e \| Aitor González \| Espagne \| Fassa Bortolo \| + 4 min 00 s \| \| 9e \| Michael Rasmussen \| Danemark \| Rabobank \| + 4 min 04 s \| \| 10e \| Unai Osa \| Espagne \| iBanesto.com \| + 4 min 14 s \| |                           |          |                               |                  |
| |                           |          |                               |                  |
| |                           |          |                               |                  |
| Classement général |                           |          |                               |                  |
| Coureur | Coureur                   | Pays     | Équipe                        | Temps            |
| 1er | Isidro Nozal              | Espagne  | ONCE-Eroski                   | 37 h 12 min 40 s |
| 2e | Igor González de Galdeano | Espagne  | ONCE-Eroski                   | + 1 min 48 s     |
| 3e | Manuel Beltrán            | Espagne  | US Postal Service-Berry Floor | + 3 min 03 s     |
| 4e | Dario Frigo               | Italie   | Fassa Bortolo                 | + 3 min 05 s     |
| 5e | Roberto Heras             | Espagne  | US Postal Service-Berry Floor | + 3 min 28 s     |
| 6e | Francisco Mancebo         | Espagne  | iBanesto.com                  | + 3 min 40 s     |
| 7e | Alejandro Valverde        | Espagne  | Kelme-Costa Blanca            | + 3 min 57 s     |
| 8e | Aitor González            | Espagne  | Fassa Bortolo                 | + 4 min 00 s     |
| 9e | Michael Rasmussen         | Danemark | Rabobank                      | + 4 min 04 s     |
| 10e | Unai Osa                  | Espagne  | iBanesto.com                  | + 4 min 14 s     |

## Classements annexes
| Classement par points | Classement par points | Classement par points | Classement par points | Classement par points |
| Coureur               | Coureur               | Pays                  | Équipe                | Points                |
| --------------------- | --------------------- | --------------------- | --------------------- | --------------------- |
| 1er                   | Erik Zabel            | Allemagne             | Telekom               | 92 pts                |
| 2e                    | Alejandro Valverde    | Espagne               | Kelme-Costa Blanca    | 81 pts                |
| 3e                    | Alessandro Petacchi   | Italie                | Fassa Bortolo         | 76 pts                |
| 4e                    | Isidro Nozal          | Espagne               | ONCE-Eroski           | 62 pts                |
| 5e                    | Unai Etxebarria       | Venezuela             | Euskaltel-Euskadi     | 57 pts                |

| Classement par points | Classement par points | Classement par points | Classement par points | Classement par points |
| Coureur               | Coureur               | Pays                  | Équipe                | Points                |
| --------------------- | --------------------- | --------------------- | --------------------- | --------------------- |
| 1er                   | Erik Zabel            | Allemagne             | Telekom               | 92 pts                |
| 2e                    | Alejandro Valverde    | Espagne               | Kelme-Costa Blanca    | 81 pts                |
| 3e                    | Alessandro Petacchi   | Italie                | Fassa Bortolo         | 76 pts                |
| 4e                    | Isidro Nozal          | Espagne               | ONCE-Eroski           | 62 pts                |
| 5e                    | Unai Etxebarria       | Venezuela             | Euskaltel-Euskadi     | 57 pts                |

| Classement de la montagne | Classement de la montagne | Classement de la montagne | Classement de la montagne       | Classement de la montagne |
| Coureur                   | Coureur                   | Pays                      | Équipe                          | Points                    |
| ------------------------- | ------------------------- | ------------------------- | ------------------------------- | ------------------------- |
| 1er                       | Félix Cárdenas            | Colombie                  | Labarca-2-Café Baqué            | 132 pts                   |
| 2e                        | Aitor Osa                 | Espagne                   | iBanesto.com                    | 106 pts                   |
| 3e                        | Joan Horrach              | Espagne                   | Milaneza-MSS                    | 97 pts                    |
| 4e                        | Luis Pérez Rodríguez      | Espagne                   | Cofidis-Le Crédit par Téléphone | 62 pts                    |
| 5e                        | Josep Jufré               | Espagne                   | Colchon Relax - Fuenlabrada     | 55 pts                    |

| Classement de la montagne | Classement de la montagne | Classement de la montagne | Classement de la montagne       | Classement de la montagne |
| Coureur                   | Coureur                   | Pays                      | Équipe                          | Points                    |
| ------------------------- | ------------------------- | ------------------------- | ------------------------------- | ------------------------- |
| 1er                       | Félix Cárdenas            | Colombie                  | Labarca-2-Café Baqué            | 132 pts                   |
| 2e                        | Aitor Osa                 | Espagne                   | iBanesto.com                    | 106 pts                   |
| 3e                        | Joan Horrach              | Espagne                   | Milaneza-MSS                    | 97 pts                    |
| 4e                        | Luis Pérez Rodríguez      | Espagne                   | Cofidis-Le Crédit par Téléphone | 62 pts                    |
| 5e                        | Josep Jufré               | Espagne                   | Colchon Relax - Fuenlabrada     | 55 pts                    |

| Classement du combiné | Classement du combiné | Classement du combiné | Classement du combiné           | Classement du combiné |
| Coureur               | Coureur               | Pays                  | Équipe                          | Points                |
| --------------------- | --------------------- | --------------------- | ------------------------------- | --------------------- |
| 1er                   | Alejandro Valverde    | Espagne               | Kelme-Costa Blanca              | 15 pts                |
| 2e                    | Isidro Nozal          | Espagne               | ONCE-Eroski                     | 16 pts                |
| 3e                    | Luis Pérez Rodríguez  | Espagne               | Cofidis-Le Crédit par Téléphone | 21 pts                |
| 4e                    | Félix Cárdenas        | Colombie              | Labarca-2-Café Baqué            | 22 pts                |
| 5e                    | Michael Rasmussen     | Danemark              | Rabobank                        | 24 pts                |

| Classement du combiné | Classement du combiné | Classement du combiné | Classement du combiné           | Classement du combiné |
| Coureur               | Coureur               | Pays                  | Équipe                          | Points                |
| --------------------- | --------------------- | --------------------- | ------------------------------- | --------------------- |
| 1er                   | Alejandro Valverde    | Espagne               | Kelme-Costa Blanca              | 15 pts                |
| 2e                    | Isidro Nozal          | Espagne               | ONCE-Eroski                     | 16 pts                |
| 3e                    | Luis Pérez Rodríguez  | Espagne               | Cofidis-Le Crédit par Téléphone | 21 pts                |
| 4e                    | Félix Cárdenas        | Colombie              | Labarca-2-Café Baqué            | 22 pts                |
| 5e                    | Michael Rasmussen     | Danemark              | Rabobank                        | 24 pts                |

| Classement par équipes | Classement par équipes          | Classement par équipes | Classement par équipes |
| Équipe                 | Équipe                          | Pays                   | Temps                  |
| ---------------------- | ------------------------------- | ---------------------- | ---------------------- |
| 1re                    | ONCE-Eroski                     | Espagne                | 111 h 41 min 55 s      |
| 2e                     | iBanesto.com                    | Espagne                | + 3 min 01 s           |
| 3e                     | Kelme-Costa Blanca              | Espagne                | + 16 min 14 s          |
| 4e                     | Euskaltel-Euskadi               | Espagne                | + 20 min 39 s          |
| 5e                     | Cofidis-Le Crédit par Téléphone | France                 | + 25 min 23 s          |

| Classement par équipes | Classement par équipes          | Classement par équipes | Classement par équipes |
| Équipe                 | Équipe                          | Pays                   | Temps                  |
| ---------------------- | ------------------------------- | ---------------------- | ---------------------- |
| 1re                    | ONCE-Eroski                     | Espagne                | 111 h 41 min 55 s      |
| 2e                     | iBanesto.com                    | Espagne                | + 3 min 01 s           |
| 3e                     | Kelme-Costa Blanca              | Espagne                | + 16 min 14 s          |
| 4e                     | Euskaltel-Euskadi               | Espagne                | + 20 min 39 s          |
| 5e                     | Cofidis-Le Crédit par Téléphone | France                 | + 25 min 23 s          |